# Georg Ludwig Walch
Georg Ludwig Walch (* 8. Mai 1785 in Jena; † 21. Januar 1838 in Greifswald) war ein deutscher Klassischer Philologe.

## Leben
Georg Ludwig Walch stammte aus einer thüringischen Pastoren- und Gelehrtenfamilie. Sein Großvater war der Theologe Johann Georg Walch (1693–1775), sein Vater der Rechtswissenschaftler Karl Friedrich Walch (1734–1799). Er studierte Philologie und Philosophie an der Universität Jena, arbeitete dort ab 1805 als Bibliothekar und habilitierte sich 1808 für Philologie. 1811 ging er als Lehrer an das Gymnasium zum Grauen Kloster in Berlin, wo er Latein und Griechisch unterrichtete.
Während der Zeit in Jena und Berlin widmete sich Walch wissenschaftlichen Studien, die besonders der lateinischen Literatur galten. Seine textkritischen Studien über Titus Livius (1815) und Tacitus, dessen Schriften Agricola (1828) und Germania (1829) er edierte, verschafften ihm großes Ansehen. 1830 wurde er als Professor der alten Sprachen an die Universität Greifswald berufen. Dort lehrte und forschte er bis zu seinem Tod.

## Schriften (Auswahl)
- Riccheus van Ommeren: Horaz als Mensch und Bürger von Rom, dargestellt in zwey Vorlesungen: Horatius Aus dem Holländischen übersetzt von Ludwig Walch. Nebst einem kritischen Anhange von Eichstädt. Leipzig 1802
- Meletematum criticorum specimen. Jena 1809
- Emendationes Livianae. Berlin 1815
- Memoria Georgii Ludovici Spaldingii. Berlin 1821
- Tacitus’ Agrikola. Urschrift, Übersetzung, Anmerkungen und eine Abhandlung über die Kunstform der antiken Biographie. Berlin 1828
- Tacitus’ Germania. Urschrift, Übersetzung, Anmerkungen und eine Abhandlung über antike Darstellung in Beziehung auf Zweck und Zusammenhang in Tacitus’ Germania. Berlin 1828